# اس‌ام یوبی-۱۱
اس‌ام یوبی-۱۱ (به انگلیسی: SM UB-11) یک زیردریایی بود که طول آن ۹۱ فوت ۶ اینچ (۲۷٫۸۹ متر) بود. این زیردریایی در سال ۱۹۱۵ ساخته شد.